# Chamaeranthemum
- Commons
- Wikispecies

Chamaeranthemum Nees, segundo o Sistema APG II, é um gênero botânico da família Acanthaceae.

## Sinonímia
- Chameranthemum Nees, var. ort.

## Espécies
- Chamaeranthemum beyrichii
- Chamaeranthemum durandii
- Chamaeranthemum gaudichaudii
- Chamaeranthemum igneum
- Chamaeranthemum pictum
- Chamaeranthemum tonduzii
- Chamaeranthemum venosum
- «Lista das espécies»

## Nome e referências
Chamaeranthemum Nees , 1836.

## Classificação do gênero
| Sistema | Classificação                       | Referência            |
| ------- | ----------------------------------- | --------------------- |
| APG II  | Ordem Lamiales, família Acanthaceae | APweb, versão 9, 2008 |